# Дмитрівка (Волноваський район)
Дми́трівка — село Волноваської міської громади Волноваського району Донецької області, Україна. Відстань до райцентру становить близько 8 км і проходить автошляхом Н20.

## Населення

### Мова
Розподіл населення за рідною мовою за даними перепису 2001 року:
| Мова            | Кількість | Відсоток |
| --------------- | --------- | -------- |
| російська       | 912       | 76.25%   |
| українська      | 268       | 22.41%   |
| вірменська      | 10        | 0.84%    |
| грецька         | 1         | 0.08%    |
| інші/не вказали | 5         | 0.42%    |
| Усього          | 1196      | 100%     |

За даними перепису 2001 року населення селища становило 1196 осіб, із них 22,41 % зазначили рідною мову українську, 76,25 % — російську, 0,84 % — вірменську та 0,08 % — грецьку мову.